# 일곱 사형수
《일곱 사형수》(러시아어: Рассказ о семи повешенных)는 레오니트 안드레예프의 1908년 중편소설이다. 1905년에 있었던 혁명가 대량 처형의 생생한 인상을 바탕으로 쓴 것이다.
대신(大臣)을 암살하려 했던 여인 2명을 포함한 5명의 혁명가가 사전에 체포되어 재판에서 사형선고를 받는다. 이 다섯 사람 외에 살인과 폭행을 저지른 2명의 사형수가 있어 다같이 처형의 날을 기다린다. 여자 가운데 하나인 타니아는 젊었으나 마음씨가 착해 동지들을 위해 꾸준히 신경을 쓴다. 또 하나의 여성인 뮤샤는 마음 속에 정열이 불타 대의를 위해 자기를 희생하는 아름다움에 대한 긍지를 느끼고 있다. 세르게이는 단식을 통해, 정신 속에가 아니라 건강한 자신의 육체 속에 숨은 죽음에의 공포를 억제하려 한다.
와실리만은 홀로 죽음의 공포에 사로잡혀 동요한다. 베르네르는 죽음과 직면함으로써 비속한 삶에의 권태를 잊고 죽음 속에서 자신들의 신념이 완성되는 것을 냉정히 응시한다. 이렇게 해서 처형의 날이 찾아 오는 것이었다.
이 작품은 혁명가들의 성격 묘사와 죽음에 직면한 인간해부에 뛰어났다. 안드레예프의 염세주의도 여기에서는 죽음에 직면한 인간이 어떻게 삶에 대해 뜻을 부여하려 노력하는가를 묘사하고 있다. 어렴풋한 미래에의 기대와 기구 같은 것이 감지되며 오늘날에도 여전히 높이 평가되고 있다.